# La mamá del 10
La mamá del 10 (La Mère du numéro 10) est une telenovela colombienne diffusée entre le 26 février et le 8 juin 2018 sur Caracol Televisión.
Elle est diffusée En Afrique francophone sur Passion Novelas en 2023-2024 et est diffusée sur Diamants TV depuis le 10 février 2024,.

## Synopsis
Tina Manotas est une femme belle et humble qui est forcée de quitter sa ville natale du Pacifique colombien pour s'installer dans la capitale. En ville, son mari Edwin la quitte et la laisse seule avec ses enfants et avec l’obligation de survivre à toutes les difficultés engendrées par le manque d’argent. Elle sacrifiera tout pour réaliser le rêve de son plus jeune fils, Victor "Goldi", qui deviendra le meilleur joueur de football de son pays. La situation économique est compliquée, mais Victor fait une promesse: "Avec mon ballon, je vais acheter un palais pour toi, ma mère, je vais t'emmener au paradis."

## Distribution
- Karent Hinestroza : Faustina Evangelina de la Concepción «Tina» Manotas Preciado
- Sergio Herrera : Víctor Toro Manotas «Goldi»
- Cristian Mosquera : Víctor Toro Manotas «Goldi» (jeune)
- Laura Rodríguez : Policarpa «Polita» Toro
- Marcela Benjumea : Leonor Manrique
- Diego Vásquez : Colonel Agapito Dangond
- Julio Pachón : Gustavo Guatibonza
- Carolina López : Yamile Yesenia «Yuya» Urrego
- Yesenia Valencia : Lucellys Bermúdez
- Juan Pablo Barragán : Miguel Ángel Díaz
- Andrés Rojas : Fernando Rojas «Rojitas»
- Ernesto Ballén : Junior Guatibonza «Guati»
- Jaisson Jeack : Florentino Bonilla
- Antonio Jiménez : Edwin María Toro
- Diana Acevedo  : Deris Díaz Bermúdez
- Kristina Lilley : Eugenia Velasco
- Luis Eduardo Motoa : Clemente Velasco
- Alejandro García : Juan Camilo León
- María Camila Porras : Diana Velasco
- Lorena García : Verónica Velasco
- Pedro Palacio : Otoniel «La Culebra» Herrera
- Rafael Zea : Ramón
- Erick Cuéllar : Perea «Pereíta»
- Julián Farietta : José Manuel
- Brian Moreno : Walter
- Liliana Escobar : Professeur Silvana
- Luis Fernando Salas : «El Calidoso»
- Julieth Arrieta : Eloísa
- María Irene Toro : Policarpa Amaya
- Martha Restrepo : Pilar
- Víctor Hugo Morant : Vigilante

## Diffusion
- Caracol Televisión (2018)
- {Romanza+Africa} (2023)
- Passion Novelas (2023-2024)
- Diamants TV (2024)

## Versions
- La jefa del campeón (Televisa, 2018)